# كوهي نودا
كوهي نودا (باليابانية: 野田 恭平) (6 أكتوبر 1981 في ساغاميهارا في اليابان – )؛ هو لاعب كرة قدم ياباني سابق كان يلعب كحارس مرمى.

## وصلات خارجية
- كوهي نودا على موقع رابطة كرة القدم اليابانية للمحترفين (اليابانية)
- كوهي نودا على موقع قاعدة بيانات كرة القدم.إي يو (الإنجليزية)
- كوهي نودا على موقع Soccerway.com (الإنجليزية)